# Estadi Babemba Traoré
L'Estadi Babemba Traoré és un estadi esportiu de la ciutat de Sikasso, a Mali.
És la seu del club Stade Malien de Sikasso i té una capacitat per a 15.000 espectadors.
Va ser inaugurat l'any 2001. Va ser seu de la Copa d'Àfrica de Nacions 2002.